# 私立天主教静修中学
私立天主教静修中学校（せいしゅう/ジンシュウじょしちゅうがく、ピンイン：Jìngxīu、注音: ㄐㄧㄥˋ ㄒㄧㄡ、Blessed High School）は、台湾台北市にある全日制女子中学。国中部、高中部、高職部を併設する完全中学である。

## 沿革
- 1916年4月1日 カトリック・ドミニコ修道会が私立静修高等女学校を設立
- 1917年 生徒募集を開始
- 1945年 台北私立静修女子中学と改称
- 1968年 全日部に会計統計学科を設置、夜間部に高級商業補習学校を設置
- 1985年 行政大楼落成
- 1990年 全日部に文書事務科を設置
- 1996年 ドミニコ会修道院、静修文教大楼及び生徒寄宿舎落成、夜間部に商業科を設置
- 1997年 夜間部に会計事務科及び文書事務科を設置
- 2000年 高専より高中に学制変更
- 2002年 普通科に英語コース及び外国語コースを設置
- 2003年 総合高校として学術課程、商業服務課程、会計事務課程、応用外語科（英語及び日本語コース）を設置
- 2007年 道明楼落成
- 2020年7月6日 私立天主教静修中学

## 組織
- 高中部
  - 全日部
    - 普通科
    - 会計統計科
    - 文書事務科
    - 応用外語科

  - 夜間部
    - 会計事務科
    - 文書事務科
- 国中部